# Jaguplije
Jaguplije is een plaats in de gemeente Brestovac in de Kroatische provincie Požega-Slavonië. De plaats telt 175 inwoners (2001).